# 107. peruť (Izrael)
107. peruť (hebrejsky טייסת 107‎) Izraelského letectva, známá také pod názvem Rytíři oranžového ocasu, byla zformována v lednu 1953 na základně Ramat David s výzbrojí strojů Supermarine Spitfire. Ačkoliv již následujícího roku byla rozpuštěna, v šedesátých letech byla obnovena a v současné době operuje se stroji F-16I Sufa ze základny Chacerim.